# سمكة القرفة الهندية
سمكة القرفة الهندية أو إسقمري هندي (الاسم العلمي: Rastrelliger kanagurta)، نوع من سمك القرفة من فصيلة الإسقمريات. توجد بشكل شائع في المحيط الهندي وغرب المحيط الهادئ، وفي البحار المحيطة بها. وهي من أسماك الطعام المهمة وتستخدم بشكل شائع في مطبخ جنوب آسيا وجنوب شرق آسيا وكذلك المطبخ الخليجي.